# Вулиця Підгірна (Тернопіль)
Вулиця Підгірна — вулиця в мікрорайоні «Кутківці» міста Тернополя. 

## Відомості
Розпочинається від вулиці Урожайної, пролягає на північ в напрямку Пронятинського лісу, де і закінчується. На вулиці розташовані приватні будинки, відкривається хороший краєвид на Тернопільський став. З заходу примикають вулиці Дарії Віконської та Вишнева.

## Транспорт
Рух вулицею — двосторонній, дорожнє покриття — асфальт. Громадський транспорт по вулиці не курсує, найближча зупинки знаходиться на вулиці Тернопільській.